# Kirżacz
Kirżacz (ros. Киржач) – miasto w Rosji, w obwodzie włodzimierskim położone 125 km na zachód od Włodzimierza nad rzeką Kirżacz (lewy dopływ Klaźmy), centrum administracyjne rejonu kirżaczskiego.
Osada założona w XIV wieku jako słoboda, po likwidacji monastyru w 1776 wieś, od 1778 prawa miejskie.
21 km od Kirżacza zginął w wypadku lotniczym Jurij Gagarin, co upamiętnia pomnik.